# Роль труда в процессе превращения обезьяны в человека
«Роль труда в процессе превращения обезьяны в человека» — очерк Ф. Энгельса. Написан в 70-е годы XIX века. Является составной частью труда «Диалектика природы». Посвящён трудовой теории антропогенеза. Описаны основные этапы длительного исторического процесса происхождения человека от обезьяноподобных предков: переход к прямохождению, развитие новых навыков руки и приспособление её к труду, появление членораздельной речи, развитие мозга. Решающей в этом процессе образования человека и человеческого общества является роль труда. 

Сначала труд, а затем и вместе с ним членораздельная речь явились двумя самыми главными стимулами, под влиянием которых мозг обезьяны постепенно превратился в человеческий мозг, который, при всем своем сходстве с обезьяньим, далеко превосходит его по величине и совершенству.
Оригинальный текст (нем.)Arbeit zuerst, nach und dann mit ihr die Sprache — das sind die beiden wesentlichsten Antriebe, unter deren Einfluß das Gehirn eines Affen in das bei aller Aehnlichkeit weit größere und vollkommenere eines Menschen allmälig übergegangen ist.

## Оценки
Антрополог С. В. Дробышевский относительно трудовой теории антропогенеза Энгельса отмечает, что «она, конечно, неактуальна ни разу давно — в том смысле, как её понимал Энгельс», когда «сначала была дикая обезьяна на дереве, потом она стала использовать камни и палки, и стала человеком», поскольку «сейчас мы понимаем, что процесс занял минимум 4 млн лет», в то время как «Энгельс даже не знал, что Земля столько существовала, поэтому в чистом виде его концепция „не катит“ никак». В то же время Дробышевский согласен с тем, что «трудовая деятельность была необходима для возникновения рода хомо у австралопитеков, если австралопитеков считать обезьянами», поскольку с того мгновения, как последние «начали использовать орудия труда, у них произошли очень мощные изменения в строении кисти, челюстей, мозга, поведения». И поскольку «вся наша культура — это орудийная деятельность», то в этом смысле ход мысли Энгельса является верным, так как «роль труда была, без сомнений» и «Без орудий человек — не очень-то человек».